# Per capita
Per capita is een Latijnse uitdrukking, die betekent per hoofd (eigenlijk per hoofden, immers capita is het meervoud van caput).
Wordt meestal gebruikt om het gemiddelde per persoon aan te geven van iets. Veel gebruikt in de economie, bnp of inkomen per hoofd is een betere statistiek dan absoluut bnp of inkomen, omdat die geen rekening houden met de omvang van een land.

## Voorbeelden
- Lijst van landen naar bbp per hoofd van de bevolking
- Lijst van landen naar kkp per capita